# Annaichthys pontegiurinensis
Annaichthys pontegiurinensis è un pesce osseo estinto, appartenente ai folidoforiformi. Visse nel Triassico superiore (Norico, circa 210 milioni di anni fa) e i suoi resti fossili sono stati ritrovati in Italia.

## Descrizione
Questo piccolo pesce non superava di molto i 7 centimetri di lunghezza, e possedeva un corpo abbastanza slanciato vagamente simile a quello di un'aringa. Rispetto ai suoi simili, Annaichthys era caratterizzato da una testa dalla forma squadrata, con una mascella corta e orientata quasi verticalmente, simile a quella di un bulldog. Il tetto cranico era stretto anteriormente, per poi espandersi nella metà posteriore del margine orbitale; ciò conferiva al cranio una forma particolare. Le ossa del cranio erano generalmente ricoperte da ganoina, per lo più disposta in tubercoli sparsi, grandi e arrotondati. Le ossa infraorbitali erano insolitamente piccole (il terzo infraorbitale era leggermente arrotondato), ed erano presenti due ossa suborbitali. La mandibola era dotata di un rudimentale processo postarticolare. Il preopercolo era a forma di mezzaluna, corto e stretto, con una profonda incisura anteroventrale. Il corpo era ricoperto da scaglie di forma rombica o quadrata, dal margine posteriore liscio e ricoperte da tubercoli di ganoina dalla distribuzione irregolare.  

## Classificazione
Annaichthys è un rappresentante dei folidoforiformi, un gruppo di pesci attinotterigi considerati alla base dei teleostei attuali, ovvero il più grande gruppo di pesci ossei attualmente viventi. In particolare, sembra che Annaichthys fosse il più basale rappresentante dei Pholidophoridae.
Annaichthys pontegiurinensis venne descritto per la prima volta nel 2013 da Gloria Arratia, sulla base di resti fossili ritrovati nella zona di Ponte Giurino, in provincia di Bergamo, e risalenti al Norico. 